# Hypoxis domingensis
Hypoxis domingensis là một loài thực vật có hoa trong họ Hypoxidaceae. Loài này được Urb. mô tả khoa học đầu tiên năm 1924.